# بيرسي أدلون
بيرسي أدلون (بالألمانية: Percy Adlon)‏ (و. 1935  م) هو مخرج أفلام، وكاتب سيناريو، ومنتج أفلام ألماني، ولد في ميونخ.

## جوائز
حصل على جوائز منها:
- وسام الاستحقاق البافاري
- نيشان استحقاق صليب الضباط لجمهورية ألمانيا الاتحادية.

## وصلات خارجية
- بيرسي أدلون على موقع IMDb (الإنجليزية)
- بيرسي أدلون على موقع روتن توميتوز (الإنجليزية)
- بيرسي أدلون على موقع مونزينجر (الألمانية)
- بيرسي أدلون على موقع ألو سيني (الفرنسية)
- بيرسي أدلون على موقع ميوزك برينز (الإنجليزية)
- بيرسي أدلون على موقع أول موفي (الإنجليزية)
- بيرسي أدلون على موقع قاعدة بيانات الأفلام السويدية (السويدية)
- بيرسي أدلون على موقع إن إن دي بي (الإنجليزية)
- بيرسي أدلون على موقع ديسكوغز (الإنجليزية)
- بيرسي أدلون على موقع قاعدة بيانات الفيلم (الإنجليزية)